# القرن 36 ق م
القرن السادس والثلاثون قبل الميلاد أو القرن 36 ق.م هو القرن الواقع ما بين المدة الزمنية ل 3600 ق.م إلى 3501 ق.م حسب السنة الأرضية.

## أحداث
- الحضارة السومرية فترة أوروك.
- بداية بناء المعابد الصخرية في مالطا (معبد غانتيجا).
- يناء منجدرا Mnajdra مجمع المعبد الشمسي في مالطا.
- كولومبيا، ظهورالفنون الأولى من خلال فن الرسم على الصخور في (كاكيتا).
- في مصر، وجدت أدلة على تقنية التحنيط في هذا الوقت في مقبرة ب«نخن» (Hierakonpolis).[1]
- ظهور المدينة محصنة على مدينة عامري على الضفة الغربية لنهر السند.